# Beatriz Spelzini
Beatriz Spelzini (Buenos Aires, 11 de mayo de 1952) es una actriz argentina de cine, teatro y televisión.
Es egresada de la Escuela Nacional de Arte Dramático, la Escuela Nacional de Bellas Artes Manuel Belgrano y la Escuela Nacional de Bellas Artes Prilidiano Pueyrredón. En 2011, Spelzini fue galardonada con el premio Deutscher Filmpreis en la categoría de Mejor Actriz de Reparto por su papel en El día que no nací y con el Premio Konex - Diploma al Mérito por su trayectoria en Unipersonales durante la década 2001-2010. Premios Trinidad Guevara, ACE, Estrella de Mar por el unipersonal Rose y en diferentes oportunidades los premios Estrella de Mar, María Guerrero y Florencio Sánchez. Obtiene también el premio a la mejor actriz en el Festival de Mediometrajes en Noia y Málaga (España) en el 2006.

## Cine
| 2023 | Fragmentada                     | Nina             |              |
| 2020 | El cuaderno de Tomy             | Silvia Molina    |              |
| 2019 | Anomalía                        | María Ana Mayor  |              |
| 2019 | Pequeña                         | Abuela           | Cortometraje |
| 2018 | Todavía                         |                  |              |
| 2017 | Delicia                         | Felisa / Delicia |              |
| 2015 | Los Inocentes                   | Mercedes         |              |
| 2015 | Pistas para volver a casa       | Celina           |              |
| 2011 | El gato desaparece              | Beatriz          |              |
| 2011 | El día que no nací              | Estela           |              |
| 2007 | Cartas para Jenny               | Sofía            |              |
| 2007 | Yo la recuerdo ahora            | Gladis           |              |
| 2006 | El espacio de las apareciencias | Norma            | Cortometraje |
| 2006 | Genesis                         | Carmen           | Cortometraje |
| 2006 | Olga, Victoria Olga             | Amanda           |              |
| 2005 | Géminis                         | Inés             |              |
| 2005 | Judíos en el espacio            | Raquel           |              |
| 2003 | Cleopatra                       | Matilde          |              |
| 2002 | Una mujer silenciosa            | Lía              | Cortometraje |
| 2000 | Riconciliati                    | Malena           |              |
| 1998 | Mar de amores                   | Alicia           |              |
| 1989 | Mujeres                         | Andrea           |              |
| 1979 | La isla                         | Lucía            |              |
| 1979 | Cuatro pícaros bomberos         | María Cristina   |              |

## Teatro
- Personas, lugares & cosas (2024)
- Dulce pájaro de juventud (2018)
- 1938. Un asunto criminal (2016)
- El Principio de Arquímedes (2014)
- El beso  (2013)
- La celebración (2011-2012)
- Rose (2008-2010)
- El último Yankee (2007)
- Las tres caras de Venus (2005)
- La señorita de Tacna (2004-2005)
- Platonov (2003)
- Stéfano (2002)
- El misántropo o el amante irascible (2002)
- Umbral (2001-2002)
- Los derechos de la salud (2001)
- La gaviota (1999)
- El jardín de los cerezos (1998)
- El vestidor (1997)
- Danza de verano (1995)
- Hijos (1993)
- La casa del español (1992)
- Peer Gynt (1989)
- Rey Lear (1988)
- Las brujas de Salem (1987)
- En boca cerrada (1985)
- Los cuentos de Fray Mocho (1984)
- Por la libertad (1982)
- Rosaluz (1981)
- Periodistas al desnudo (1974)

## Televisión
| 2022      | María Marta, el crimen del country | Luz María Galup Lanus      | Reparto secundario                        |
| 2017      | La chica que limpia                | Dora                       | Reparto secundario                        |
| 2017      | En viaje                           | Astrid                     | Episodio 4: "Miradas"                     |
| 2016      | La última hora                     | Susana McDuggan            | Episodio 7: "La inflamación del fugitivo" |
| 2013      | Germán, últimas viñetas            | Elsa Sánchez de Oesterheld | Reparto secundario                        |
| 2013      | Historias de corazón               | Teresa                     | Episodio 24: "La sangre debida"           |
| 2012      | La nada blanca                     | Hilda                      | Reparto principal                         |
| 2011      | Televisión por la inclusión        | Silvia                     | Episodio 11: "Daños y prejuicios"         |
| 2011      | Tiempo de pensar                   | Estela                     | Episodio 8: "Milagros"                    |
| 2010      | Para vestir santos                 | Lidia                      | Participación especial                    |
| 2008      | Donne assassine                    | Madre de Patrizia          | Episodio 4: "Patrizia"                    |
| 2005      | Historias de sexo de gente común   | Madre de Diego             | Participación especial                    |
| 2002      | Mil millones                       | Isabel Lanari              | Reparto secundario                        |
| 1999      | Buenos vecinos                     | Isabel                     | Participación especial                    |
| 1998      | Fiscales                           | Carolina                   | Participación especial                    |
| 1998      | La nocturna                        | Eva Anchour                | Reparto principal                         |
| 1998      | Los especiales de Doria            | Irene                      | Participación especial                    |
| 1997      | Cebollitas                         | Verónica Larraña           | Reparto secundario                        |
| 1994-1995 | Montaña rusa                       | Lilí                       | Reparto recurrente                        |
| 1994      | Nueve lunas                        | Silvia Rizo De Segura      | Reparto secundario                        |
| 1992      | Micaela                            | Roberta                    | Reparto secundario                        |
| 1992      | Corazones de fuego                 | Patricia De Martino        | Antagonista                               |
| 1991      | Buenos Aires, háblame de amor      | Matilde                    | Reparto secundario                        |
| 1990      | La bonita pagina                   | Ep: Sabor a nada           | Reparto secundario                        |
| 1989      | Hola crisis                        | Katy                       | Reparto recurrente                        |
| 1987      | Me niego a perderte                | Soledad                    | Reparto secundario                        |
| 1987      | Hombres de ley                     | Luisa                      | Participación especial                    |
| 1985      | Capricho                           | Sara Mirol                 | Reparto recurrente                        |
| 1984      | Dos vidas y un destino             | Carla                      | Reparto secundario                        |
| 1984      | Relaciones amargas                 | Erika Maldonado            | Reparto secundario                        |
| 1982      | Un novio difícil                   | Rebeca Guglimonti          | Antagonista                               |
| 1981      | Ciclo de Guillermo Bredeston       | Varios personajes          | Reparto rotativo                          |
| 1981      | Yara                               | Regina Moreno              | Antagonista                               |
| 1980      | El coraje de querer                | Susana                     | Reparto secundario                        |
| 1979      | Las tres Marías                    | Gina Barrientos            | Reparto recurrente                        |
| 1978      | Juana rebelde                      | Norma Elizondo             | Antagonista                               |
| 1977      | Viridiana                          | Gabriela Bustamante Sáinz  | Coprotagonista                            |
| 1977      | El beso de la araña                | Maribel Fuentes            | Protagonista                              |
| 1976      | Paulina Morales                    | Paulina Morales            | Protagonista                              |
| 1976      | La llamada de tu amor              | Cecilia                    | Protagonista                              |
| 1975      | Sembraderos                        | Rufina "Fina"              | Reparto secundario                        |
| 1974      | Bellisima Luciana                  | Belen Lazarte              | Reparto secundario                        |
| 1974      | Amor en silencio                   | Paula Ocampo Trejo         | Antagonista                               |
| 1972      | Culposo dolor                      | Daniela Mondragon          | Reparto secundario                        |
| 1971      | Las dos                            | Rosario "Rosi"             | Participación especial                    |